# Sonatrach

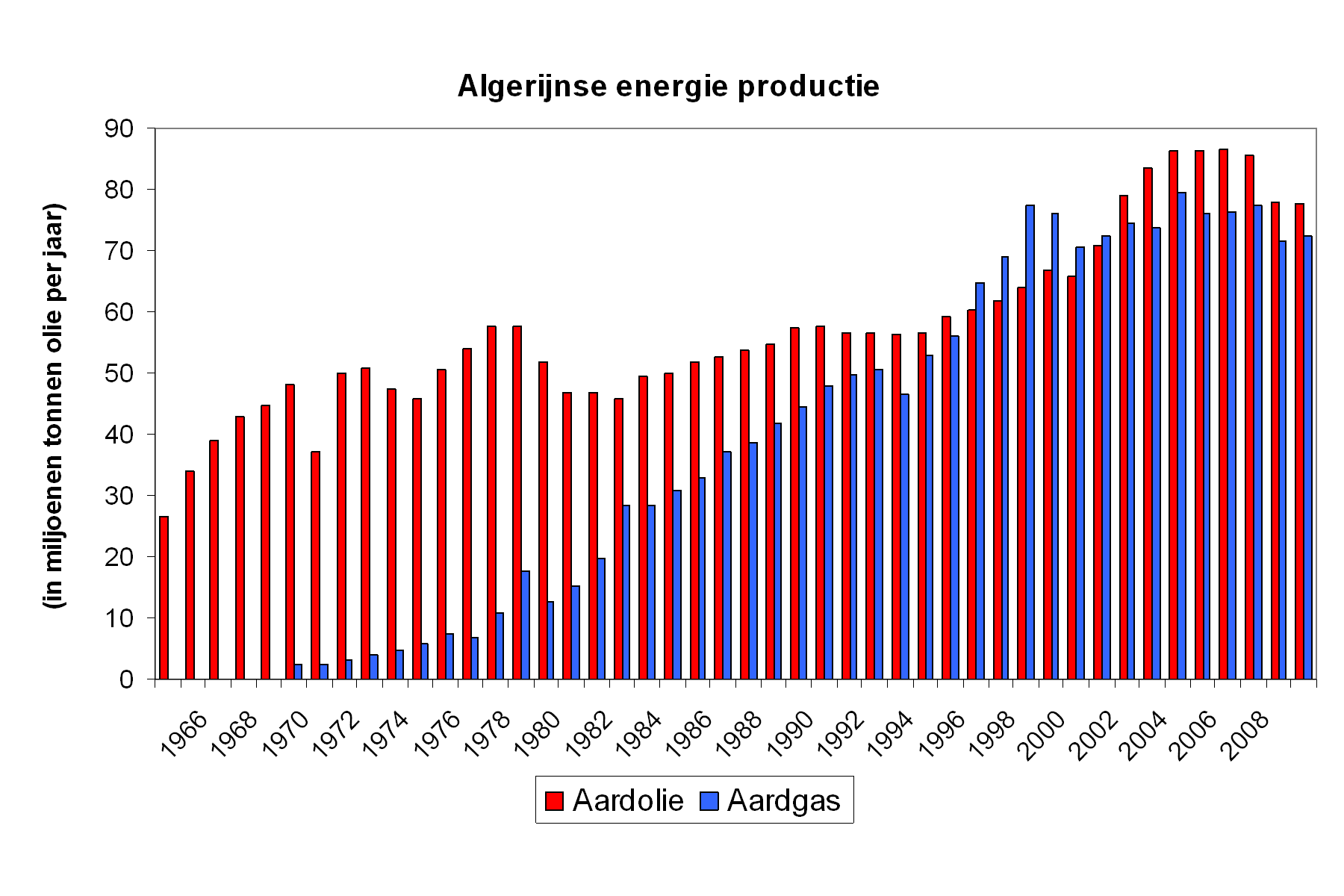
Algerijnse olie- en gasproductie in 1965-2010. Bron: BP

Sonatrach (Arabisch: سوناطراك, Sūnātrāk) is een Algerijnse energiemultinational. Sonatrach staat voor Société Nationale pour la Recherche, la Production, le Transport, la Transformation, et la Commercialisation des Hydrocarbures s.p.a.. Het staatsbedrijf werd in december 1963 opgericht met het doel het belang van de overheid in de aardolie en aardgaswinning te vertegenwoordigen. In 1971 was nagenoeg de gehele olie- en gassector genationaliseerd en bij Sonatrach ondergebracht.

## Activiteiten
De gas- en oliemultinational is actief in de hele keten van de exploratie van energiebronnen tot aan de raffinage. Het staatsbedrijf telt ongeveer 65.000 werknemers. In 2023 was de totale productie 194 miljoen ton olie-equivalent.  Hiervan was 66% aardgas, het aandeel ruwe olie was 24% en de laatste tien procent bestond uit LGP en gascondensaat. 
Voor het transport van het olie en aardgas heeft Sonatrach een pijplijn netwerk met een totale lengte van 21.190 kilometer. Het netwerk bestaat uit twee delen, het zuidelijke deel verzamelt de gewonnen aardolie op een centraal punt bij Haoud El Hamra en voor aardgas ligt het verzamelpunt bij Hassi R'Mel (CNDG). Het noordelijk deel van het netwerk transporteert de energie vanaf de verzamelpunten naar de raffinaderijen, de vloeibaar aardgasinstallaties, exporthavens en de internationale pijplijnen. De belangrijkste internationale pijpleidingen zijn: Trans-mediterrane met een capaciteit van 30 miljard m³ per jaar, Maghreb-Europe (capaciteit 10 miljard m³) en Medgaz (10 miljard m³). In 2023 was Algerije de grootste gasleverancier van Italië en Spanje.
Sonatrach was een vroege producent van vloeibaar aardgas. In 2023 had het bedrijf een totale capaciteit van 56 miljoen m³ lng op jaarbasis, al lag de productie met 29 miljoen m³ fors lager.
Het beschikt over zes raffinaderijen in het land, waarvan een ingericht voor de verwerking van gascondensaat. Deze kleine Adrar raffinaderij is een 50/50 joint venture met de China National Petroleum Company. De meeste raffinagecapaciteit is in de jaren tussen 1960 en 1990 gebouwd, de totale capaciteit in het land is 677.000 vaten per dag. Het heeft ook nog een raffinaderij op Sicilië. Alle raffinaderijen verwerkten in 2023 zo'n 26 miljoen ton ruwe olie. Tot slot heeft Sonatrach in Algerije twee petrochemische complexen. 

## Energiewinning Algerije
In Algerije werd de zoektocht naar aardolie gestart in de jaren 50. Algerije was nog een kolonie en Frankrijk wilde zo snel als mogelijk minder afhankelijk worden van andere, met name Engelse en Amerikaanse, oliemaatschappijen. De overheid nam een leidende rol en richtte het staatsbedrijf Régie Autonome des Pétroles (RAP) op. In 1956 had RAP succes en boorde bij Hassi Messaoud een gigantisch olieveld aan. De velden lagen ver in het binnenland van Algerije en al het materieel en personeel moest met vrachtwagens over vele honderden kilometers worden aangevoerd. In 1958 werd de eerste olie geëxporteerd.
Na de Algerijnse Oorlog kreeg het land onafhankelijkheid in juli 1962. De regering maakte direct een plan om het land snel economisch te ontwikkelen. De verkoopopbrengst van olie en gas werd hiervoor bestemd. Staatsenergiebedrijf Sonatrach werd opgericht en stapsgewijs verdwenen buitenlandse oliemaatschappijen van het toneel; in 1971 was de nationalisatie van de Algerijnse energiesector nagenoeg compleet. Algerije is sinds 1969 lid van de Organisatie van olie-exporterende landen (OPEC).
Sonatrach is uitgegroeid tot de grootste industriële onderneming van het Afrikaanse continent en het bedrijf is de twaalfde grootste petroleum- en gasonderneming in de wereld.
Per jaareinde 2022 had het land 12,2 miljard vaten aan oliereserves. De olie is in het algemeen van goede kwaliteit, het is licht en bevat weinig zwavel. De olieproductie laat een dalende lijn zien, in 2012 werd nog bijna 1,8 miljoen vaten per dag (vpd) geproduceerd, maar dit is gedaald naar 1,3 miljoen vpd in 2021. Om deze dalende trend te keren heeft de regering in 2019 een wet aangenomen om het land open te stellen voor andere bedrijven die naar olie willen zoeken. De productie van aardgas was in diezelfde periode van tien jaar stabiel.

## Ongeval
Op 19 januari 2004 kwamen 29 mensen om het leven en raakten er 74 gewond bij een explosie en brand in de Skikda lng-installatie. De explosie werd veroorzaakt door een lek waarbij gas vrijkwam bij een van de installaties en richtte een schade aan van bijna een miljard Amerikaanse dollar. Drie van de zes installaties om het gas af koelen waren beschadigd, maar konden in november 2004 de productie herstarten. De installaties met de nummers 20, 30 en 40 waren compleet verwoest en zijn gesloopt en vervangen door een grote installatie met een capaciteit van 4,5 miljoen ton lng per jaar.